# 7e étape du Tour d'Espagne 2008

La septième étape du Tour d'Espagne 2008 s'est déroulée le samedi 6 septembre 2008 entre Barbastro et Andorre.

## Parcours
Après un long transfert depuis Tolède et un jour de repos, le peloton s'attaque à l'étape la plus longue de cette Vuelta 2008. Elle relie Barbastro et Andorre (Naturlàndia - La Rabassa) sur une distance de 223,2 km. Elle constitue la première étape de haute montagne de cette Vuelta dans le massif pyrénéen. Le premier col de la journée est situé au km 64 du parcours : il s'agit du Puerto de Montllobar (2e catégorie, 1 080 m). Il est suivi une cinquantaine de kilomètres plus loin par le Collado de Faidella, côte de 3e catégorie.
Les principales difficultés se trouvent sur le territoire d'Andorre et débutent à 45 km du but avec l'ascension de la première côte de première catégorie de l'épreuve, l'Alto de Rabassa (1830m). Le peloton plonge ensuite dans la vallée pour enfin entamer la première ascension spéciale de ce Tour d'Espagne qui est à nouveau l'Alto de Rabassa, prolongé de 4 km pour arriver à Naturlàndia - La Rabassa, à 2 050 m d'altitude.

## Récit
L'échappée du jour se forme 18 kilomètres après le départ donné sous la pluie. Alessandro Ballan (Lampre), Marc de Maar (Rabobank), Gianni Meersman (La Française des jeux), Íñigo Landaluze (Euskaltel-Euskadi) et Xabier Zandio (Caisse d'Épargne) sont d'abord accompagnés de David Moncoutié (Cofidis) qui décide rapidement de revenir dans le peloton. L'écart s'accroît et atteint 8 minutes et 50 secondes au bas du Puerto de Montllobar, puis 10 minutes et 35 secondes à l'amorce du Collado de Faidella.
L'équipe Astana prend la place de Cofidis en tête du peloton avant l'entrée en principauté d'Andorre. Au sommet de l'Alto de Rabessa, Ballan, De Maar et Meersman ont lâché Zandio et Landaluze et ne comptent plus que 6 minutes et 27 secondes d'avance sur un peloton réduit à 45 coureurs.
Paolo Bettini (Quick Step) et David García Dapena (Xacobeo Galicia) attaquent dans la descente, et reprennent Zandio, avec lequel ils entament l'ascension finale. Landaluze est en revanche parvenu à recoller aux hommes de tête, et attaque. C'est cependant Ballan qui finit par se détacher pour aller remporter l'étape.
Dans le groupe des favoris, la fin d'étape est animée. Contador attaque à deux kilomètres de la ligne d'arrivée, suivi d'Igor Antón et Carlos Sastre. Il parvient à devancer ces derniers de quelques secondes au sommet pour terminer troisième, derrière Ezequiel Mosquera, parti durant l'ascension.
Le maillot or Sylvain Chavanel, quinzième à 3 minutes et 25 secondes, cède sa tunique à Ballan et recule à la troisième place du classement général, derrière Levi Leipheimer. Le leader de la Caisse d'Épargne Alejandro Valverde, 19e, termine l'étape à 3 minutes et 40 secondes du vainqueur.

## Classement de l'étape
| \| 1. Alessandro Ballan \| Lampre \| en \| 6 h 15 min 51 s \| \| 2. Ezequiel Mosquera \| Xacobeo Galicia \| + \| 2 min 42 s \| \| 3. Alberto Contador \| Astana \| + \| 2 min 45 s \| \| 4. Joaquim Rodríguez \| Caisse d'Épargne \| + \| 2 min 50 s \| \| 5. Levi Leipheimer \| Astana \| \| m.t. \| \| 6. Igor Antón \| Euskaltel-Euskadi \| \| m.t. \| \| 7. Carlos Sastre \| CSC-Saxo Bank \| \| m.t. \| \| 8. Daniel Moreno \| Caisse d'Épargne \| + \| 3 min 03 s \| \| 9. Marzio Bruseghin \| Lampre \| + \| 3 min 11 s \| \| 10. Davide Rebellin \| Gerolsteiner \| \| m.t. \| |                   |    |                 |
| 1. Alessandro Ballan | Lampre            | en | 6 h 15 min 51 s |
| 2. Ezequiel Mosquera | Xacobeo Galicia   | +  | 2 min 42 s      |
| 3. Alberto Contador | Astana            | +  | 2 min 45 s      |
| 4. Joaquim Rodríguez | Caisse d'Épargne  | +  | 2 min 50 s      |
| 5. Levi Leipheimer | Astana            |    | m.t.            |
| 6. Igor Antón | Euskaltel-Euskadi |    | m.t.            |
| 7. Carlos Sastre | CSC-Saxo Bank     |    | m.t.            |
| 8. Daniel Moreno | Caisse d'Épargne  | +  | 3 min 03 s      |
| 9. Marzio Bruseghin | Lampre            | +  | 3 min 11 s      |
| 10. Davide Rebellin | Gerolsteiner      |    | m.t.            |

## Classement général
| \| 1. Alessandro Ballan \| Lampre \| en \| 23 h 53 min 26 s \| \| 2. Levi Leipheimer \| Astana \| + \| 1 min 00 s \| \| 3. Sylvain Chavanel \| Cofidis \| + \| 1 min 21 s \| \| 4. Alberto Contador \| Astana \| + \| 1 min 34 s \| \| 5. Alejandro Valverde \| Caisse d'Épargne \| + \| 2 min 06 s \| \| 6. Carlos Sastre \| CSC-Saxo Bank \| + \| 2 min 27 s \| \| 7. Jurgen Van Goolen \| CSC-Saxo Bank \| + \| 2 min 59 s \| \| 8. Ezequiel Mosquera \| Xacobeo Galicia \| \| m.t. \| \| 9. Igor Antón \| Euskaltel-Euskadi \| + \| 3 min 17 s \| \| 10. Daniel Moreno \| Caisse d'Épargne \| + \| 3 min 23 s \| |                   |    |                  |
| 1. Alessandro Ballan | Lampre            | en | 23 h 53 min 26 s |
| 2. Levi Leipheimer | Astana            | +  | 1 min 00 s       |
| 3. Sylvain Chavanel | Cofidis           | +  | 1 min 21 s       |
| 4. Alberto Contador | Astana            | +  | 1 min 34 s       |
| 5. Alejandro Valverde | Caisse d'Épargne  | +  | 2 min 06 s       |
| 6. Carlos Sastre | CSC-Saxo Bank     | +  | 2 min 27 s       |
| 7. Jurgen Van Goolen | CSC-Saxo Bank     | +  | 2 min 59 s       |
| 8. Ezequiel Mosquera | Xacobeo Galicia   |    | m.t.             |
| 9. Igor Antón | Euskaltel-Euskadi | +  | 3 min 17 s       |
| 10. Daniel Moreno | Caisse d'Épargne  | +  | 3 min 23 s       |

## Classements annexes
| Classement | Coureur           | Total            |
| ---------- | ----------------- | ---------------- |
| Points     | Daniele Bennati   | 63 pts           |
| Montagne   | Alessandro Ballan | 51 pts           |
| Combiné    | Alessandro Ballan | 4 pts            |
| Équipe     | Astana            | 71 h 29 min 56 s |